# Kasane - La Voleuse de visage
Pour les articles homonymes, voir Kasane (homonymie).
Kasane - La Voleuse de visage (累－かさね－, Kasane) est une série de seinen manga écrite et dessinée par Daruma Matsuura. La série est prépubliée dans le magazine Evening de Kōdansha entre avril 2013 et septembre 2018 ; elle est composée au total de quatorze volumes tankōbon. La version française est publiée par Ki-oon en autant de volumes sortis entre janvier 2016 et mai 2019. Une adaptation en film live-action est sortie au Japon le 7 septembre 2018.
Un roman préquel, intitulé Izana (誘 -いざな-), est publié par Star Seas en décembre 2014 ; les éditions Lumen publie la version française sous le nom Izana - La Voleuse de visage en mai 2017.

## Synopsis
Kasane Fuchi, une fillette au visage repoussant, est la fille de la légendaire actrice décédée Sukeyo Fuchi. Le contraste entre l'immense beauté de sa défunte mère et l'extrême laideur de Kasane fait qu'elle est l'objet de moqueries et de maltraitances quotidiennes à l'école. Avant son décès, sa mère lui a conseillé, par les moments les plus durs où elle serait toute seule, d'utiliser son rouge à lèvres et d'embrasser qui elle voudrait. L'objet a en réalité le pouvoir de permuter le visage et la voix de son utilisateur avec ceux de la personne embrassée. Cet héritage offre une nouvelle perspective pour la jeune fille aux ambitions jusqu'alors refoulées.

## Personnages
Kasane Fuchi (淵 累, Fuchi Kasane)
Une fille extrêmement laide constamment tourmentée par des brimades, dans sa jeunesse, pour son apparence et le fait que sa mère était d'une incroyable beauté. Malgré son apparence, elle peut jouer des pièces de théâtres avec une habileté et une grâce incroyables. Mais à cause de la souffrance à laquelle elle a été confrontée dans son enfance et de son propre sentiment d'infériorité, elle ne peut jouer devant qui que ce soit. Avant de mourir, sa mère lui a légué un tube de rouge à lèvres comme souvenir. Ce tube a un pouvoir magique qui permet à Kasane de prendre ce qu’elle veut si elle l'embrasse en portant le rouge à lèvres, généralement le visage d’une autre personne. En portant le visage d’une autre personne, elle perd son sentiment d’infériorité et peut presque jouer à la perfection.
Sukeyo Fuchi (淵 透世, Fuchi Sukeyo)
La mère de Kasane, décédée au début de l'histoire. Elle a laissé à Kasane un tube de rouge à lèvres, aux propriétés étranges, qui permet à Kasane de changer de visage avec une autre personne quand elle les embrasse. C'était une actrice bien connue, mais il est finalement révélé qu'elle utilisait aussi le rouge à lèvres, comme le fait actuellement Kasane.
Nina Tanzawa (丹沢 ニナ, Tanzawa Nina)
Une belle femme qui souhaite être une comédienne, mais qui manque de talent et qui souffre du syndrome de la Belle au bois dormant. Elle accepte de donner son visage à Kasane, à condition qu'elle obtienne le crédit pour tout. Cependant, à mesure que le temps passe, elle commence à être insatisfaite de cette relation, triste et en colère que son propre talent ne soit pas reconnu. Elle finit par se faufiler sur scène pendant une répétition à la place de Kasane, mais lorsque sa performance est déclarée complètement différente de « ses » précédentes, elle tente de se suicider, mais ne tombe que dans le coma. Kasane garde son corps, chez elle, en vie, lui donnant le titre de Kasane et prenant le nom de Nina pour le sien.
Kingo Habuta (羽生田 釿互, Habuta Kingo)
Le manager de Sukeyo et plus tard de Kasane. Il est l'une des rares personnes à connaître la vérité sur les apparences de Kasane et de Sukeyo et sur leur évolution. Il admire grandement leurs talents d'actrice. Il commence à aider Kasane à la demande de sa mère avant son décès et compte maintenant faire de Kasane une actrice aussi connue que Sukeyo et, avec espoir, qu'elle le soit encore meilleure. Il était à l'origine un réalisateur et il avait recruté Sukeyo.
Ichika Nishizawa (西沢 イチカ, Nishizawa Ichika)
Une camarade de classe de Kasane, elle était à la tête des petites brutes qui l'harcelaient à l'école primaire. Elle tenta de se moquer davantage d'elle en la nommant comme Cendrillon pour la pièce de théâtre de la classe et l'empêchant de s'entraîner avec tout le monde, mais le plan échoua lorsque Kasane s'exerça toute seule et finit par briller dans la première moitié du spectacle. Elle a ensuite menacé Kasane d'abandonner son rôle de Cendrillon pour le reste de la pièce, mais Kasane a changé de visage avec elle et l'a enfermée dans la salle de bain, se faisant passer pour Nishizawa pour le reste de la représentation. Après la pièce, elle a emmené Nishizawa sur le toit, où elle a tenté de faire la paix avec elle, mais a échoué. Lors de la bagarre qui a suivi, la joue de Kasane a été ouverte en deux, ce qui a entraîné une cicatrice permanente, tandis que Nishizawa est tombée du toit menant à sa mort.
Iku Igarashi (五十嵐 幾, Igarashi Iku)
La deuxième personne que Kasane a changé de visage avec. Elle était une aînée de Kasane, ainsi que la capitaine du club de comédie. Une fille aimable et aimante, elle a tenté de se lier d'amitié avec Kasane en reconnaissant qu'elle aussi avait été victime d'intimidation dans son passé et qu'elles n'étaient pas très différentes. Ses tentatives ont échoué lorsque les autres membres du club ont révélé à Kasane qu'Iku avait été victime d'intimidation à cause de sa beauté, comparée à la laideur de Kasane, et que la différence entre elles ne pourrait pas être plus grande. Blessée et se sentant trahie, Kasane confirma la vérité à Iku. En étant incapable de haïr Iku, elle ne pouvait que plaindre les filles laides qui avaient autrefois intimidé Iku pour avoir été comparée à elle, tout comme elle. Kasane a alors drogué Iku et a pris sa place pour sa performance dans une pièce, avant de lui rendre son visage et plus tard de dire à Iku de rester à l'écart d'elle pour toujours.

## Productions et supports

### Manga
Écrite et dessinée par Daruma Matsuura (ja),, la série est lancée dans le 10e numéro de 2013 du magazine de prépublication de seinen manga Evening, paru le 23 avril 2013. Le dernier chapitre est publié dans le 17e numéro de 2018, sorti le 10 août 2018,. Les chapitres sont rassemblés et édités dans le format tankōbon par Kōdansha pour un total de quatorze volumes dans sa collection Evening KC entre octobre 2013 et septembre 2018,. Une édition spéciale du treizième volume comprenait une nouvelle intitulée Sazanami no Ito (漣の糸) ; celle-ci dépeint les jours qu'a vécu Kasane avec Izana, sa mère, en tant que Sukeyo Fuchi.
En octobre 2015, Ki-oon a annoncé l'obtention de la licence du manga pour la version française sous le nom Kasane - La Voleuse de visage et les quatorze volumes sortent entre janvier 2016 et mai 2019,. En Amérique du Nord, le manga est publié numériquement par la maison d'édition Kodansha Comics depuis mai 2017,.

#### Liste des volumes
| no | Japonais         | Japonais                                                                  | Français          | Français          |
| no | Date de sortie   | ISBN                                                                      | Date de sortie    | ISBN              |
| --- | ---------------- | ------------------------------------------------------------------------- | ----------------- | ----------------- |
| 1 | 23 octobre 2013  | 978-4-06-352485-7                                                         | 28 janvier 2016   | 978-2-35592-935-9 |
| Liste des chapitres : - Épisode 1 : Kasane (かさね) - Épisode 2 : Cendrillon (シンデレラ, Shinderera) - Épisode 3 : Iku Igarashi (五十嵐 幾, Igarashi Iku) - Épisode 4 : Le même ciel (同じ星空, Onaji hoshizora) - Épisode 5 : Deux êtres différents (違う生きもの, Chigau ikimono) - Épisode 6 : Là où tombent les étoiles (星の降る場所, Hoshi no furu basho) - Épisode 7 : Le visiteur (来訪者, Raihōsha) - Épisode 8 : L'invitation (いざない, Izanai) |                  |                                                                           |                   |                   |
| Sukeyo Fuchi était une grande actrice, morte en laissent derrière elle Kasane, une enfant au visage presque difforme. Brimée par ses camarades pour son physique repoussant, elle est forcée de jouer le rôle principal de la pièce Cendrillon lors de la fête culturelle de l'école primaire. Elle découvre alors le secret de sa mère, un rouge à lèvres permettant d'échanger le visage et la voix de celui qui le porte avec une personne embrassée et vole le visage d'Ichika Nishizawa, une des principales élèves qui la harcèlent. Les deux jeunes filles se disputent et Ichika décède en tombant du toit de l'école. Plus tard, au club théâtre du lycée, Kasane rencontre la belle et douée Iku Igarashi avec qui elle devient amie. Elle délaisse son rôle d'éclairagiste et drogue Iku afin de lui voler son visage et jouer à sa place dans une adaptation théâtrale de Train de nuit dans la Voie lactée, Ce soir, la fête verse une larme écrite par Jun Kato. Lors d'une cérémonie funéraire en mémoire de sa mère, douze ans après son décès, elle revoit la sœur de celle-ci, Mineyo, officiellement tutrice de Kasane mais la maltraitant, frustrée de ne pouvoir posséder tout l'argent de la morte. À cette occasion, Kingo Habuta, un metteur en scène ayant créé une pièce pour la mère de Kasane et au courant de son secret, se présente à la jeune fille en lui proposant son aide afin utiliser le pouvoir du rouge à lèvres à son plein potentiel. |                  |                                                                           |                   |                   |
| 2 | 23 janvier 2014  | 978-4-06-352497-0                                                         | 10 mars 2016      | 978-2-35592-951-9 |
| Liste des chapitres : - Épisode 9 : Nina Tanzawa (丹沢ニナ, Tanzawa Nina) - Épisode 10 : La mouette (かもめ, Kamome) - Épisode 11 : La belle endormie (眠り姫, Nemuri Hime) - Épisode 12 : Reita Ugo (烏合零太, Ugō Reita) - Épisode 13 : Rongée de l'intérieur (侵蝕, Shinshoku) - Épisode 14 : Le baiser (キス, Kisu) - Épisode 15 : Coup de colère (逆鱗, Gekirin) - Épisode 16 : Seule l'apparence compte (見えるものがすべて, Mieru mono ga subete) - Épisode 17 : Les deux Nina (二人のニーナ, Futari no Nīna) |                  |                                                                           |                   |                   |
| Habuta présente Kasane à Nina Tanzawa, une actrice au physique exceptionnel mais limitée sur le plan théâtral. Elles passent un accord afin que Kasane, douée d'un talent inné pour le jeu, passe à sa place l'audition pour La Mouette d'Anton Tchekhov, dirigée par Reita Ugo, un metteur en scène que Nina avait rencontré longtemps auparavant. Kasane obtient le rôle et tombe amoureuse de Reita mais Nina, jalouse, lui fait croire qu'elle a couché avec lui afin de l'empêcher d'aller plus loin, le jeune homme pouvant être trompé par un visage identique mais non par des corps différents. Alors que les deux jeunes filles rompent le pacte conclu, Nina, atteinte du syndrome de Kleine-Levin, tombe dans une phase d'hypersomnie. Durant son sommeil de longue durée, Kasane continue de prendre l'apparence de l'actrice et lance sa carrière tout en développant un style physique différent de l'originale. |                  |                                                                           |                   |                   |
| 3 | 23 mai 2014      | 978-4-06-354516-6                                                         | 26 mai 2016       | 978-2-35592-956-4 |
| Liste des chapitres : - Épisode 18 : Âme perdue (落魄, Rakuhaku) - Épisode 19 : Au bord du gouffre (息の根, Iki no ne) - Épisode 20 : Attentes (思惑, Omowaku) - Épisode 21 : Confessions (懺悔, Zange) - Épisode 22 : Forêt de ronces (茨の城, Ibara no shiro) - Épisode 23 : Ce qu'on protège et ce qu'on brise (守るべきもの 壊すべきもの, Mamorubeki mono Kowasubeki mono) - Épisode 24 : Cœur de glace (冷血, Reiketsu) - Épisode 25 : Fil rouge (あかい糸, Akai ito) - Épisode 26 : Les lumières des sommets (孤高の光, Kokō no hikari) |                  |                                                                           |                   |                   |
| Nina, devenue dépendante du talent de Kasane, tente de s'arracher de son emprise en sautant du haut d'un immeuble. Elle ne meurt cependant pas et tombe dans un état végétatif sous les traits de Kasane, qui décide de la prendre en charge, avec Habuta, afin de pouvoir lui emprunter ses traits à volonté, l'effet du rouge à lèvres se dissipant environ une douzaine d'heures plus tard. Lors de répétitions, Kasane tombe sur une ancienne harceleuse, Ayane Seki, stagiaire d'un ingénieur du son, Kei Azamino. Kasane vole les traits de Kei alors qu'il tente de l'agresser physiquement et se sert de sa voix pour mettre un terme à l'amour naissant d'Ayane pour le jeune homme dangereux, cette dernière ayant exprimé des regrets quant à son ancien comportement, sans savoir qu'elle se confiait à sa victime. Kasane doit jouer le premier rôle de Salomé d'Oscar Wilde, mais rencontre l'hostilité du rôle principal masculin, Nobuhiko Uno, et la méfiance de la mère de Nina, qui commence à avoir des doutes sur l'identité de celle qui se fait passer pour sa fille. Sur une suggestion d'Habuta, elle manipule le mari de cette dernière afin de lui faire croire que sa femme est touchée par le syndrome de Capgras. |                  |                                                                           |                   |                   |
| 4 | 23 octobre 2014  | 978-4-06-354539-5                                                         | 7 juillet 2016    | 978-2-35592-975-5 |
| Liste des chapitres : - Épisode 27 : Salomé (サロメ, Sarome) - Épisode 28 : Éclair (閃光, Senkō) - Épisode 29 : Nogiku (野菊) - Épisode 30 : L'enfant du destin (因果の子, Inga no ko) - Épisode 31 : Désirs (求める, Motomeru) - Épisode 32 : Une porte s'entrouve (狭間の闇で, Hazama no yami de) - Épisode 33 : Sans rien savoir (血の色の見えずとも, Chi no iro no miezu tomo) - Épisode 34 : Fil de verre (硝子の糸, Garasu no ito) - Épisode 35 : Tout près des vagues (波打ち際で, Namiuchigiwa de) |                  |                                                                           |                   |                   |
| Un nouveau personnage entre en scène : Nogiku, une jeune fille séquestrée par son père. Lors d'une crise de folie de ce dernier, qui confond sa femme et sa fille, Nogiku apprend que sa mère, Sukeyo, décédée lorsqu'elle était enfant, était retenue prisonnière par son mari et Izana, la mère de Kasane, qui lui volait ses traits et son identité grâce au pouvoir du rouge à lèvres. Découvrant ainsi l'existence de sa demi-sœur, elle tue son père et s'enfuit afin de retrouver sa trace, gagnant sa vie en se prostituant. Pendant ce temps, Kasane cède aux avances de Nobuhiko, qui lui donne la réplique dans Salomé. Un des décorateurs de la pièce, Saginuma Yoji, client de Nogiku, l'incite à venir voir jouer Kasane, qui emprunte toujours les traits de Nina, et les deux filles deviennent amies sans se douter de leur lien de parenté. Cependant, Nobuhiko charge un autre de ses clients réguliers, Yuto, de retrouver l'adresse de Kasane. |                  |                                                                           |                   |                   |
| 5 | 23 mars 2015     | 978-4-06-354564-7                                                         | 22 septembre 2016 | 978-2-35592-994-6 |
| Liste des chapitres : - Épisode 36 : Sur ses traces (残痕, Zankon) - Épisode 37 : Ce qu'on refuse de voir (見ようとしない／見てはいけない, Miyō to shinai / Mite wa ikenai) - Épisode 38 : Main tendue (差しのべられた手, Sashi noberareta Te) - Épisode 39 : Les mains sales (よごれた手のひら, Yogoreta tenohira) - Épisode 40 : Mensonges (嘘吐き, Usotsuki) - Épisode 41 : Yuto Amagasaki (天ヶ崎祐賭, Amagasaki Yūto) - Épisode 42 : Feu d'enfer (業火, Gōka) - Épisode 43 : Remonter le temps (遡る, Sakanoboru) - Épisode 44 : Fêlures (亀裂, Kiretsu) |                  |                                                                           |                   |                   |
| Nobuhiko, harcelée par un de ses clients, Dai Asamizo, est invitée par Kasane à se réfugier dans l'appartement qu'elle occupe. Yuto, qui remonte lentement la piste vers Kasane, lui apprend dans un appel que cette dernière était l'agente de Nina avant de sauter du haut d'un immeuble et de tomber dans le coma, sans savoir qu'il s'agit en réalité de Nina sous les traits de Kasane. Nobuhiko parvient à pénétrer dans la chambre où Kasane tient enfermée Nina inconsciente et commence à faire le parallèle entre les deux jeunes filles et sa propre mère, Sukeyo, tenue en otage par Izana, la mère de Kasane, durant son enfance. Elle rencontre la mère de Nina qui lui fait part de ses doutes concernant la véritable identité de sa fille et retourne chez son père afin de chercher des indices. La jeune fille y découvre un carnet mentionnant un pigment vermillon permettant de transformer les visages et fait le lien avec le rouge à lèvres d'Izana, transmis à sa fille, Kasane. |                  |                                                                           |                   |                   |
| 6 | 23 juillet 2015  | 978-4-06-354583-8                                                         | 10 novembre 2016  | 979-10-327-0009-9 |
| Liste des chapitres : - Épisode 45 : La porte (扉, Tobira) - Épisode 46 : La ménagerie de verre (ガラスの動物園, Garasu no dōbutsuen) - Épisode 47 : Fracas (砕け散る音, Kudake chiru oto) - Épisode 48 : Du bout des doigts (触れる, Fureru) - Épisode 49 : Souvenir blanc (白い記憶, Shiroi kioku) - Épisode 50 : Extinction (消失, Shōshitsu) - Épisode 51 : Seule au monde (独白, Dokuhaku) - Épisode 52 : Le rideau tombe (幕切れ, Makugire) - Épisode 53 : Au fond du trou (どん底, Donzoko) |                  |                                                                           |                   |                   |
| Nobuhiko, qui s'est liée d'amitié avec la mère de Nina, profite d'une invitation chez cette dernière pour lui voler le double des clés de l'appartement de sa fille. Profitant de l'absence de Kasane qui joue dans La Ménagerie de verre de Tennessee Williams, elle se rend chez Nina où cette dernière, encore paralysée à l'exception de deux doigts, parvient à communiquer avec elle grâce à une méthode utilisée avec les personnes atteintes du syndrome d'enfermement. Sur sa demande, Nobuhiko l'étouffe avec un oreiller et Kasane se retrouve privée de la possibilité de lui emprunter son visage, le pouvoir ne marchant pas sur les personnes décédées. Avec l'aide d'Habuta, elle met en scène la disparition de Nina et se retire dans une petite ville, jusqu'à ce qu'elle décide de retrouver Nogiku et de se servir de sa beauté. |                  |                                                                           |                   |                   |
| 7 | 20 novembre 2015 | 978-4-06-354598-2                                                         | 26 janvier 2017   | 979-10-327-0056-3 |
| Liste des chapitres : - Épisode 54 : Piège de lumière (誘蛾灯, Yūgatō) - Épisode 55 : Face-à-face (喰い合い, Kuiai) - Épisode 56 : Réminescence (累ねる, Kasaneru) - Épisode 57 : Flammes et baisers (火と刻印, Hi to kokuin) - Épisode 58 : L'arc-en-ciel (虹, Niji) - Épisode 59 : Éclosion (咲く, Saku) - Épisode 60 : Celle qu'on appelle Saki (咲朱という女, Saki toiu onna) - Épisode 61 : Chair brûlée (焼けた肌, Yaketa hada) - Épisode 62 : Couleurs (色彩, Shikisai) |                  |                                                                           |                   |                   |
| Kasane parvient à retrouver Nogiku, cette dernière faisant semblant de ne pas connaître son identité et son secret. Prétextant vouloir renoncer à sa beauté qui ne lui a valu que des souffrances, Nogiku conclut un pacte avec Kasane et accepte de lui prêter ses traits. Cependant, du fait de la grande ressemblance entre Nogiku et sa mère, Sukeyo, dont il était l'agent, Habuta devine l'identité de la jeune fille et retourne avec elle dans la maison de son père, qu'elle réduit en cendres. Kasane, avec le visage de Nogiku, recommence une carrière d'actrice de théâtre sous le nom de Saki. Habuta parvient à lui décrocher le rôle de Lady Macbeth dans Macbeth de William Shakespeare, dirigée par un metteur en scène reconnu, Yoshio Fujihara, avec Nobuhiko, son partenaire de la Ménagerie de verre, dans le rôle de Macbeth. |                  |                                                                           |                   |                   |
| 8 | 22 avril 2016    | 978-4-06-354615-6                                                         | 27 avril 2017     | 979-10-327-0078-5 |
| Liste des chapitres : - Épisode 63 : Prophétie (予言, Yogen) - Épisode 64 : Fantôme (亡霊, Bōrei) - Épisode 65 : La patiente (患者, Kanja) - Épisode 66 : Couleur sang (血色, Kesshoku) - Épisode 67 : Basculement (束間, Tsuka no ma) - Épisode 68 : Sommeil (睡眠, Suimin) - Épisode 69 : Lueurs (灯火, Tomoshibi) - Épisode 70 : Le poignard (短剣, Tanken) - Épisode 71 : Crocs venimeux (毒牙, Dokuga) |                  |                                                                           |                   |                   |
| Kasane commence les répétitions pour Macbeth avec une certaine appréhension, sa propre mère ayant mystérieusement mit fin à sa carrière à l'apogée de sa gloire après la dernière représentation de la même pièce. Elle est également hantée par le souvenir des personnes décédées dont elle a emprunté le visage. Nogiku, qui vivait jusqu'alors chez Yuto, emménage avec Kasane. Un soir, cette dernière est abordée par Saginuma Yoji, décorateur travaillant sur la pièce et qui reconnaît le visage de Nogiku, dont il était client régulier lorsqu'elle se prostituait. Nogiku profite de cette révélation sur son passé pour gagner la confiance de Kasane et Habuta en leur racontant sa descente aux enfers après avoir tué son père. En réalité, elle prépare sa vengeance : le jour de la dernière représentation, elle jette le rouge à lèvres enchanté de Kasane et le remplace par un tube ordinaire, afin que celle-ci retrouve son vrai visage sur scène, devant les acteurs et les spectateurs. |                  |                                                                           |                   |                   |
| 9 | 23 août 2016     | 978-4-06-354632-3                                                         | 6 juillet 2017    | 979-10-327-0093-8 |
| Liste des chapitres : - Épisode 72 : Dernier acte (終焉, Shūen) - Épisode 73 : Réveil (覚醒, Kakusei) - Épisode 74 : Indestructible (不滅, Fumetsu) - Épisode 75 : Sous une pluie nocturne (1) (夜の雨の中より1, Yoru no ame no naka yori Wan) - Épisode 76 : Sous une pluie nocturne (2) (夜の雨の中より2, Yoru no ame no naka yori Tsū) - Épisode 77 : Sous une pluie nocturne (3) (夜の雨の中より3, Yoru no ame no naka yori Surī) - Épisode 78 : Sous une pluie nocturne (4) (夜の雨の中より4, Yoru no ame no naka yori Fō) - Épisode 79 : Sous une pluie nocturne (5) (夜の雨の中より5, Yoru no ame no naka yori Faibu) - Épisode 80 : Sous une pluie nocturne (6) (夜の雨の中より6, Yoru no ame no naka yori Shikkusu) |                  |                                                                           |                   |                   |
| À la grande surprise de Nogiku, Kasane ne récupère pas son véritable visage en pleine représentation. Elle comprend alors que cette dernière et Habuta ont déjoué son piège, et droguée par l'agent, se retrouve pieds et poings liée dans un sous-sol. Elle confesse alors avoir mis fin aux jours de Nina et tenté de détruire le rouge à lèvres magique afin de venger la mort de sa mère, exploitée par la mère de Kasane, Izana. Habuta révèle l'histoire d'Izana à Kasane, qu'il connaît depuis l'enfance : sa mère est née à Akeiwa, un village de montagne, sauvée par une sage-femme d'une superstition locale qui exigeait la mise à mort des petites filles laides l'année du cheval de feu. Après avoir découvert le pouvoir du rouge à lèvres, elle vole le visage d'une jeune fille, Namino Tsuki, et détruit le village par le feu, tuant 14 personnes, Habuta étant le seul survivant. Elle rejoint la ville où elle rencontre par hasard Sukeyo Fuchi, actrice dans une petite troupe théâtrale, Gravier. Sukeyo, dotée d'une grande beauté, est poussée par son entourage à monter sur les planches malgré son manque de talent. Elle recueille Izana qui était sans abri et lui trouve un travail de femme de ménage pour la compagnie. Un jour où Sukeyo est malade, Izana prend ses traits et joue à sa place, remportant un grand succès, ce qui pousse les deux jeunes filles à conclure un marché consistant à échanger leurs rôles. Izana, bientôt remarquée par Atae Kaido, un metteur en scène à succès, déclare à Sukeyo qu'elle souhaite rejoindre sa compagnie, toujours en utilisant son visage. Cette dernière, souhaitant mettre fin à leur arrangement, rencontre Kaido et refuse sa proposition, annonçant mettre fin à sa carrière, mais finit par changer d'avis face à l'insistance du metteur en scène. Izana finit par épouser Kaido et tombe enceinte, mais ce dernier la chasse elle et leur enfant lorsqu'il découvre qu'elle empruntait depuis tout ce temps le visage de Sukeyo, qui, amoureuse de Kaido depuis leur rencontre, prend sa place à ses côtés. |                  |                                                                           |                   |                   |
| 10 | 22 décembre 2016 | 978-4-06-354649-1                                                         | 26 octobre 2017   | 979-10-327-0142-3 |
| Liste des chapitres : - Épisode 81 : Sous une pluie nocturne (7) (夜の雨の中より7, Yoru no ame no naka yori Sebun) - Épisode 82 : Sous une pluie nocturne (8) (夜の雨の中より8, Yoru no ame no naka yori Eito) - Épisode 83 : Sous une pluie nocturne (9) (夜の雨の中より9, Yoru no ame no naka yori Nain) - Épisode 84 : Un épilogue sans fin (終わらない終章, Owaranai shūshō) - Épisode 85 : Deux solitudes (二人の孤高, Futari no kokō) - Épisode 86 : Toujours quelqu'un (巡り、現れる, Meguri, arawareru) - Épisode 87 : Planétarium (プラネタリウム, Puranetariumu) - Épisode 88 : Les pléiades (すばる, Subaru) - Épisode 89 : L'ombre d'une autre (知っている俤, Shitteiru omokage) |                  |                                                                           |                   |                   |
| Habuta finit de raconter à Kasane l'histoire de sa mère : Kaido, qui change d'avis lorsqu'il s'aperçoit que Sukeyo n'a aucun talent pour le théâtre, l'enchaîne dans le sous-sol de sa maison malgré le fait qu'elle porte Nogiku dans son ventre et retrouve Izana, qu'il pousse à jouer pour lui avec les traits de la belle jeune fille. Après la dernière représentation de Macbeth, rongée par la culpabilité de son ancienne vie, Izana cherche à s'enfuir de chez Kaido après avoir trouvé le moyen d'échanger ses traits avec Sukeyo de manière permanente. L'homme, la prenant sur le fait, pousse Kasane du haut d'un pont et sa mère plonge à sa suite, parvenant à la sauver au prix de sa vie. Kasane obtient le rôle principal de la nouvelle pièce mise en scène par Yoshio Fujihara, Une goutte d'étoile, en alternance un soir sur deux avec Iku Igarashi, dont elle avait emprunté les traits au lycée. Yuto, à la recherche de Nogiku depuis sa disparition, découvre que Kasane et Iku se connaissaient dans le passé et aborde cette dernière, lui révélant le pouvoir du rouge à lèvres. |                  |                                                                           |                   |                   |
| 11 | 23 juin 2017     | 978-4-06-354667-5                                                         | 8 février 2018    | 979-10-327-0216-1 |
| Liste des chapitres : - Épisode 90 : Au bout du chemin (最果て, Saihate) - Épisode 91 : Une goutte d'étoile (星・ひとしずく, Hoshi · Hito Shizuku) - Épisode 92 : Actrices (女優, Joyū) - Épisode 93 : Les dessous du complot (はかる, Hakaru) - Épisode 94 : Le visage de l'absence (不在の顔, Fuzai no kao) - Épisode 95 : La femme sans visage (顔のない女, Kao no nai onna) - Épisode 96 : Pieds nus (はだしの足跡, Hadashi no ashiato) - Épisode 97 : Les mains se souviennent (てのひらに残る, Tenohira ni nokoru) - Épisode 98 : Paysages du passé (肩ごしの景色, Katagoshi no keshiki) |                  |                                                                           |                   |                   |
| Yuto, avec l'aide d'Iku, profite de l'absence de Kasane pour attaquer Habuta et libérer Nogiku. Privée du visage de cette dernière, Kasane disparaît dans l'arrière-pays, avant de revenir, plusieurs mois plus tard, chercher des informations sur sa mère, Izana. Iku et Nogiku se rapprochent, chacune cherchant à deviner les motivations derrière les actes de Kasane. |                  |                                                                           |                   |                   |
| 12 | 23 octobre 2017  | 978-4-06-354691-0                                                         | 21 juin 2018      | 979-10-327-0271-0 |
| Liste des chapitres : - Épisode 99 : Les images du cœur (むな底に顕つ, Muna soko ni tatsu) - Épisode 100 : À fleur de peau (表層のうえで, Hyōsō no ue de) - Épisode 101 : Pointée du doigt (さししめす指, Sashishimesu yubi) - Épisode 102 : Cristaux de sang (血の結晶, Chi no kesshō) - Épisode 103 : Les corps s'éloignent (遠ざかる肉体, Tōzakaru nikutai) - Épisode 104 : Deux êtres semblables (同じ生きもの, Onaji ikimono) - Épisode 105 : L'aube (早暁, Sōgyō) - Épisode 106 : Metteur en scène (演出家, Enshutsuka) - Épisode 107 : L'invisible (見えないもの, Mienai mono) |                  |                                                                           |                   |                   |
| Habuta retrouve Kasane à Akeiwa, là où sa mère, Izana, a grandi et incendié le village, et lui propose de jouer dans La Princesse de l'aube, un kagura qu'il a écrit relatant les évènements survenus à cette époque. Nogiku rencontre Kasane et accepte de lui prêter son visage une dernière fois pour jouer le rôle d'Aube dans la pièce d'Habuta, tandis qu'Iku tiendrait le rôle de Crépuscule, la prêtresse tenue cachée. Pendant ce temps, Nogiku et Habuta cherchent des indices concernant l'échange définitif de visage dans les recherches d'un certain Nagi Kaido. |                  |                                                                           |                   |                   |
| 13 | 23 avril 2018,   | 978-4-06-511133-8 (édition standard) 978-4-06-511252-6 (édition spéciale) | 8 novembre 2018   | 979-10-327-0329-8 |
| EXTRA : Au Japon, l'édition spéciale de ce volume comporte une nouvelle intitulée Sazanami no Ito (漣の糸).Liste des chapitres : - Épisode 108 : Une ombre passe (見えるは影, Mieru wa Kage) - Épisode 109 : Le vœu (姿に望みし, Kage ni nozomi shi) - Épisode 110 : Au fond du regard (のぞむべき鬼, Nozomu-beki oni) - Épisode 111 : La fin d'une démone (鬼女のはて, Kijo no hate) - Épisode 112 : Le fruit (1) (果実①, Kajitsu Wan) - Épisode 113 : Le fruit (2) (果実②, Kajitsu Tsū) - Épisode 114 : Le fruit (3) (果実③, Kajitsu Surī) - Épisode 115 : Le fruit (4) (果実④, Kajitsu Fō) - Épisode 116 : Le fruit (5) (仕舞, Shimai) |                  |                                                                           |                   |                   |
| Habuta, lorsque Nogiku lui montre le carnet de Nagi qu'elle avait trouvé chez son père, Atae Kaido, lui apprend que ce dernier et Nagi étaient frères. De son côté, Kasane, confrontée à sa propre image jouée par Iku, est incapable de jouer le rôle d'Aube et abandonne la pièce. Face à ce refus, Habuta séquestre Nogiku et attire Kasane chez lui afin de procéder à l'échange définitif des visages des deux jeunes filles et forcer Kasane à jouer. Cette dernière lui révèle alors qu'il a tué Izana en croyant achever Sukeyo sur la demande d'Atae Kaido. En effet, les deux femmes n'avaient pas procédé à l'échange définitif et c'était bien Sukeyo qui avait trouvé la mort en plongeant dans l'eau afin de sauver la vie de Kasane. habuta part à la recherchr de Takemi Sakai, l'épouse du propriétaire du théâtre où Sukeyo avait fait ses débuts, qui lui confirme cette histoire. Kasane le retrouve et lui explique que sa mère désirait jouer son propre rôle, c'est-à-dire celui de Crépuscule et non pas d'Aube, et qu'elle-même désire la même chose. |                  |                                                                           |                   |                   |
| 14 | 7 septembre 2018 | 978-4-06-512567-0                                                         | 23 mai 2019       | 979-10-327-0416-5 |
| Liste des chapitres : - Épisode 117 : Nés dans l'abîme (奈落より生まれ, Naraku yori umare) - Épisode 118 : Où les ténèbres tuent la lumière (闇に明滅し, Yami ni leimetsu) - Épisode 119 : Même sur les planches (幕を出でて尚, Maku o idete nao) - Épisode 120 : On se débat (もがく, Mogaku) - Épisode 121 : Et sur la scène déserte (そして空舞台で, Soshite kara butai de) - Épisode 122 : Coquilles vides (空の身体のまま, Kara no karada no mama) - Épisode 123 : Dans la laideur, toujours (醜く只醜く, Miniku tada miniku) - Épisode 124 : Jusqu'à ce que le rideau tombe (幕引く最期まで, Maku hiku toki made) - Épisode 125 : Fragments d'un monde (おどる、欠片たち, Odoru, kakera-tachi) - Épilogue : Rappel (カーテンコール, Kāten Kōru) |                  |                                                                           |                   |                   |
| Quelques mois plus tard, Habuta, en pleine réécriture de La Princesse de l'aube, raconte à Kasane l'histoire complète de Nagi Kaido et Izana, sa mère. Habuta avait 11 ans lorsqu'il emménage à Akeiwa. Nagi était un archéologue menant des recherches sur le « Hibeni », un pigment rouge antique. Habuta le met en relation avec Izana, qui étudie les légendes de la région, tenue à l'écart des autres villageois pour sa laideur. À la suite de cet échange épistolaire, Izana tombe amoureuse de Nagi mais s'aperçoit que celui-ci s'est éprit de sa cousine, Namino Tsuki. Elle vole alors le visage de Namino, tue les habitants et détruit le village dans un incendie puis disparaît en laissant à Nagi un ingrédient du rouge à lèvres, sans lui révéler qu'elle est Izana. Par la suite, Nagi retrouve Habuta qui lui dévoile le pouvoir de la jeune fille. Nagi comprend alors que sa nouvelle petite-amie, qui se présente sous le nom de Sukeyo Fuchi, est en réalité Izana qui a volé les traits d'une autre femme après ceux de Namino. Il emmène la jeune femme à Akeiwa et celle-ci tente de se suicider par le feu mais Habuta intervient et la sauve, tandis que Nagi meurt écrasé par une poutre. Kasane décide de jouer le rôle de Crépuscule avec son véritable visage mais rencontre de grande difficultés. Habuta rajoute alors une scène supplémentaire à la fin de la pièce, après la danse d'Iku représentant Crépuscule volant le visage d'Aube lors de l'incendie du village, dans laquelle Kasane doit danser avec son propre visage. La représentation est un succès mais Nogiku et elle se font agresser à la sortie par Tsugumi Tanzawa, la mère de Nina, qui procède à l'échange définitif avec Kasane avant de se suicider, bloquant pour toujours la jeune fille dans son corps. |                  |                                                                           |                   |                   |

### Roman
Izana (誘 -いざな-) est un roman préquel écrit par Daruma Matsuura (ja) et publié par la maison d'édition Star Seas le 16 décembre 2014  (ISBN 978-4-06-139910-5),. Il s'agit là du premier travail de l'auteure en tant que romancière, où le destin de la mère de Kasane, Sukeyo Fuchi, est retracé. L'écrivain de mystère et d'horreur Yukito Ayatsuji (en) a loué Matsuura pour son « véritable pouvoir d'écriture éloigné du mangaka ». La version française est publiée sous le titre Izana - La Voleuse de visage par les éditions Lumen le 18 mai 2017  (ISBN 978-2-37102-093-1),,.

### Film en prise de vues réelles

Logo original du film.

Une adaptation en film en prise de vues réelles a été annoncée dans les notes de l'auteur à la fin du 11e volume du manga, sorti le 23 juin 2017,. Celui-ci est réalisé par Yūichi Satō avec un scénario écrit par Tsutomu Kuroiwa,. Le single Black Bird (ja) d'Aimer a servi de chanson thème pour le film,. Une avant-première mondiale de l'adaptation cinématographique, sous le titre international Kasane -Beauty and Fate-, a eu lieu le 11 juillet 2018 durant la 18e édition du Festival international du film fantastique de Neuchâtel,. Elle est suivie d'une autre représentation qui s'est déroulée le 20 juillet 2018 au Festival Fantasia. Le long-métrage est sorti au Japon le 7 septembre 2018,.

## Accueil

### Distinctions
Kasane est classé 9e sur une liste de mangas recommandés des libraires japonaises selon le sondage du Zenkoku Shotenin ga Eranda Osusume Comic 2015 (ja) (全国書店員が選んだおすすめコミック2015, litt. « Bandes dessinées recommandées par les librairies nationales de 2015 »), mené par la libraire en ligne Honya Club et publié en février 2015,. Pour la première édition des Next Manga Awards organisés par le magazine Da Vinci de Media Factory et le site web Niconico, dont les résultats sont publiés le 6 février 2015, la série se retrouve à la 10e place.
En 2015, la série est classée 10e, avec 30 points, sur les 14 séries nommées pour le 8e Grand prix du Manga en 2015,. En avril 2015, elle est nommée pour le 39e Prix du manga Kōdansha dans la catégorie du « meilleur manga général »,. En 2016, la série est nommée pour la deuxième édition du Sugoi Japan Award (ja), organisé par le journal Yomiuri shinbun,.
Le manga est classé 14e pour les lecteurs masculins dans l'édition de 2019 du guide Kono Manga ga sugoi! de Takarajimasha.
L'adaptation cinématographique de la série a remporté le « Prix RTS du public » au 18e édition du Festival international du film fantastique de Neuchâtel en 2018,,.

### Réception critique
Marc Vandermeer d'Actua BD aperçoit en Kasane un manga dénonciateur pour un public mature rapportant la discrimination des personnes « en décalage avec la norme sociétale » et l'« inlassable quête de tout un chacun pour une beauté exacerbée ». Il juge la série comparable à Scumbag Loser et à A Silent Voice. Il souligne aussi le fait que l'auteur nous permet d'éprouver profondément « la souffrance de ces individus laissés pour compte, solitaires, en perpétuelle recherche d’eux-mêmes », et même s'il y mentionne des dessins « constant[s] », les protagonistes semblent « souvent trop figés ».
Sullivan de 9eArt.fr décrit le manga comme étant « riche de sens et particulièrement touchant » qui « pose de vraies questions sur le rapport aux autres ». Un titre qu'il considère « destiné à tous les publics par sa capacité à toucher toutes les tranches d'âges » qui reste tout de même « hyper classique » mais dont il met en évidence la « qualité de son dessin » et une narration atypique faisant de Kasane un « OVNI parfois aux limites du glauque et pourtant diablement touchant » qui expose « un vrai thriller autour d'enfants dans un milieu scolaire ».
Pour Gwenaël Jacquet de BDZoom, Kasane est une expression intégrale de la « noirceur humaine » et dont l'« histoire exploite l’image que l'on véhicule et la peur que l'on peut susciter ». Elle y observe un « récit émouvant » écrit avec habileté où les sentiments d'amitié et d'antipathie ne sont pas « simples à gérer ». Elle estime également que les dessins de Matsuura sont envoûtants avec lesquels cette dernière « développe un univers de mensonge où les apparences sont trompeuses ». Elle y décèle un manga « fantastique, [et ce], dans tous les sens du terme ».

### Ventes
Le cinquième volume a atteint la 39e place du classement hebdomadaire des ventes de mangas de l'Oricon avec 31 029 exemplaires vendus dans la semaine du 23 au 29 mars 2015. Le sixième volume s'est écoulé en 42 724 copies en deux semaines, se classant 42e sur l'Oricon du 20 au 26 juillet 2015 et 50e du 27 au 2 août 2015,.
Le septième volume se retrouve 39e pour la semaine du 23 au 29 novembre 2015 avec 23 925 exemplaires supplémentaires sur les 45 573 vendus en deux semaines. Pour la semaine du 25 avril au 1er mai 2016, le huitième volume finissant à la 49e place avec 23 470 copies sur les 43 204 écoulées en deux semaines. 31 365 exemplaires sont vendus pour la semaine du 22 août au 28 août 2016, classant le neuvième volume à la 29e place.
Le dixième volume est placé 40e sur le classement du 19 au 25 décembre 2016 avec 25 126 copies écoulées. Le onzième volume se classe 43e en étant vendu en 19 694 exemplaires pour la semaine du 19 au 25 juin 2017 ; la semaine suivante, il est à la 37e place avec 19 678 copies supplémentaires,.
Pour la semaine du 23 au 29 octobre 2017, le douzième volume du manga a atteint la 26e place du classement avec 25 058 exemplaires vendus. Le treizième s'écoule en 18 839 copies et se retrouve 46e pour la semaine du 23 au 29 avril 2018. Durant deux semaines, le quatorzième et dernier volume s'est vendu en 35 386, tout en étant classé 42e pour la semaine du 3 au 9 septembre 2018 et 41e la semaine suivante,.
Fin mars 2018, la vente totale des douze volumes de la série ont dépassé les 2 millions d'exemplaires.

### Sources
1. 1 2 3  (ja) « 偽りの美貌を手に入れた少女の運命を描く「累」明日発売 », sur natalie.mu,‎ 22 octobre 2013 (consulté le 7 novembre 2018)
2. 1 2  (en) Karen Ressler, « Kodansha USA to Release Kasane, Real Girl, This Is a Love Story Manga Digitally : 3 shojo series launch May 30 », sur Anime News Network, 4 janvier 2012 (consulté le 7 novembre 2018)
3. ↑  (ja) « 偽りの美を手に入れた醜い少女の運命描く、新連載「累」 », sur natalie.mu,‎ 23 avril 2013 (consulté le 7 novembre 2018)
4. ↑  (ja) « 「累」完結に土屋太鳳＆芳根京子がコメント、松浦だるま描き下ろしイラストも », sur natalie.mu,‎ 9 août 2018 (consulté le 7 novembre 2018)
5. ↑  (ja) « 「監獄学園」の平本アキラがイブニング参戦決定、松浦だるま「累」は完結 », sur natalie.mu,‎ 10 août 2018 (consulté le 7 novembre 2018)
6. ↑  (ja) « 松浦だるま「累」最終巻＆画集が本日発売、ラバストがもらえるプレゼント企画も », sur natalie.mu,‎ 7 septembre 2018 (consulté le 7 novembre 2018)
7. 1 2  (ja) « 松浦だるま「累」13巻特装版、母と娘を描く書き下ろし短編小説「漣の糸」付属 », sur natalie.mu,‎ 13 mars 2018 (consulté le 7 novembre 2018)
8. ↑  « Kasane, la voleuse de visage vous attend chez Ki-oon », sur manga-news.com, 16 octobre 2015 (consulté le 7 novembre 2018)
9. ↑  Usakai, « Kasane chez Ki-oon : Découvrez l'histoire tragique de Kasane, une voleuse pas comme les autres… », sur nautiljon.com, 16 octobre 2015 (consulté le 7 novembre 2018)
10. ↑  (en) « Kasane, Volume 1 : By Daruma Matsuura », sur Kodansha Comics, 30 mai 2017 (consulté le 15 juillet 2018)
11. ↑  (ja) « 松浦だるまがサイン会、「累」のスピンオフ小説「誘」刊行で », sur natalie.mu,‎ 20 novembre 2014 (consulté le 10 novembre 2018)
12. 1 2  (ja) « 「累」番外編で松浦だるまが小説家デビュー », sur natalie.mu,‎ 23 octobre 2014 (consulté le 10 novembre 2018)
13. ↑  « Izana la voleuse de visage chez Lumen », sur manga-news.com, 13 mai 2017 (consulté le 10 novembre 2018)
14. ↑  TOM***, « Izana - La Voleuse de Visages sortira aux éditions Lumen », sur 9eArt.fr, 15 mai 2017 (consulté le 10 novembre 2018)
15. ↑  (en) Crystalyn Hodgkins, « Daruma Matsuura's Kasane Manga Gets Live-Action Film : Kodansha USA publishes manga about ugly girl with special lipstick », sur Anime News Network, 21 juin 2017 (consulté le 8 novembre 2018)
16. ↑  (ja) « 「累」2018年に実写映画化！口紅の力で演劇界をのし上がる物語 », sur natalie.mu,‎ 23 juin 2017 (consulté le 8 novembre 2018)
17. ↑  (en) Rafael Antonio Pineda, « Live-Action Kasane Film Unveils 2 Visuals », sur Anime News Network, 13 juillet 2018 (consulté le 8 novembre 2018)
18. ↑  (ja) « 映画「累」顔が入れ替わる累とニナを表現した“両A面”のメインビジュアル公開 », sur natalie.mu,‎ 13 juillet 2018 (consulté le 8 novembre 2018)
19. ↑  (en) Jennifer Sherman, « Live-Action Kasane Film's Trailer Previews Aimer Song : Film opens on September 7 », sur Anime News Network, 6 juillet 2018 (consulté le 8 novembre 2018)
20. ↑  (ja) « 映画「累」累とニナが激しく罵り合う予告映像公開、主題歌はAimer », sur natalie.mu,‎ 6 juillet 2018 (consulté le 8 novembre 2018)
21. ↑  (ja) « 土屋太鳳×芳根京子主演「累」スイス・ヌーシャテル映画祭で観客賞受賞！ », sur eiga.com,‎ 23 juillet 2018 (consulté le 8 novembre 2018)
22. ↑  (ja) « 土屋太鳳×芳根京子『累－かさね－』ヌーシャテル国際映画祭で観客賞を受賞！ », sur cinematoday.jp,‎ 23 juillet 2018 (consulté le 8 novembre 2018)
23. ↑  « KASANE -Beauty and Fate- : Réalisé par Yuichi Sato », sur FanTasia (consulté le 8 novembre 2018)
24. ↑  (en) Crystalyn Hodgkins, « Live-Action Kasane Film's Teaser Video Reveals September 7 Premiere : Yū Yokoyama, Rei Dan, Tadanobu Asano join cast », sur Anime News Network, 29 mars 2018 (consulté le 8 novembre 2018)
25. ↑  (ja) « 映画「累」追加キャストに横山裕、檀れい、浅野忠信！累とニナのビジュアルも », sur natalie.mu,‎ 29 mars 2018 (consulté le 8 novembre 2018)
26. ↑  (en) Karen Ressler, « Japanese Bookstores Recommend 15 Top Manga for 2015 : The Ancient Magus' Bride, My Hero Academia, Nietzsche-sensei top list », sur Anime News Network, 4 février 2015 (consulté le 8 novembre 2018)
27. ↑  (ja) « 全国書店員が選んだおすすめコミック2015 », sur honyaclub.com,‎ 4 février 2015 (consulté le 8 novembre 2018)
28. ↑  (ja) « 「次にくるマンガ大賞」1位に輝いたのは「僕のヒーローアカデミア」 », sur natalie.mu,‎ 6 février 2015 (consulté le 8 novembre 2018)
29. ↑  (en) Egan Loo, « Akiko Higashimura's Kakukaku Shikajika Wins 8th Manga Taisho Award : Princess Jellyfish creator's semi-autobiography of aspiring manga artist in high school », sur Anime News Network, 24 mars 2015 (consulté le 8 novembre 2018)
30. ↑  (ja) « マンガ大賞2015は東村アキコ「かくかくしかじか」に決定 », sur natalie.mu,‎ 24 mars 2015 (consulté le 8 novembre 2018)
31. ↑  (en) Crystalyn Hodgkins, « 39th Annual Kodansha Manga Awards' Nominees Announced : Knights of Sidonia, 7 Deadly Sins, Yowapeda, Wolf Girl & Black Prince among 14 nominated », sur Anime News Network, 3 avril 2015 (consulté le 8 novembre 2018)
32. ↑  (ja) « 第39回講談社漫画賞に14作品がノミネート、受賞作の発表は5月12日 », sur natalie.mu,‎ 3 avril 2015 (consulté le 8 novembre 2018)
33. ↑  (en) Eric Stimson, « Voting Begins for Yomiuri Shimbun's Sugoi Japan Awards : 92 candidates in anime, manga, novel categories », sur Anime News Network, 18 novembre 2015 (consulté le 8 novembre 2018)
34. ↑  (ja) « SUGOI JAPANマンガ部門1位はワンパンマン！村田雄介「今後も勉強と研鑽を」 », sur natalie.mu,‎ 22 mars 2016 (consulté le 8 novembre 2018)
35. ↑  (en) Rafael Antonio Pineda, « Kono Manga ga Sugoi! Reveals 2019's Series Ranking for Male Readers : Heavenly Delusion, Kengōji-san wa Mendōkusai, Astra Lost in Space top list », sur Anime News Network, 10 décembre 2018 (consulté le 10 décembre 2018)
36. ↑  « PALMARES NIFFF 2018 », sur Festival international du film fantastique de Neuchâtel (consulté le 8 novembre 2018)
37. ↑  (en) Karen Ressler, « Kasane Manga Ends on August 10 : Live-action film wins audience award at Swiss film festival », sur Anime News Network, 23 juillet 2018 (consulté le 8 novembre 2018)
38. ↑  (ja) « 「累-かさね-」スイスの映画祭で観客賞受賞！土屋太鳳と芳根京子からコメント到着 », sur natalie.mu,‎ 23 juillet 2018 (consulté le 8 novembre 2018)
39. ↑  Marc Vandermeer, « Kasane, la voleuse de visage T. 1 - Par Daruma Matsuura - Ki-oon : Lorsque, un instant, la laideur devient beauté, la magie comble toutes les peines et les déceptions. Kasane, fillette hideuse, s'empare du visage de jeunes filles rayonnantes afin de briller aux yeux de tous. », sur Actua BD, 11 avril 2016 (consulté le 10 novembre 2018)
40. ↑  Sullivan, « CRITIQUE : KASANE - TOME 1, LA CRITIQUE », sur 9eArt.fr, 16 février 2016 (consulté le 10 novembre 2018)
41. ↑  Gwenaël Jacquet, « « Kasane » T1 par Daruma Matsuura », sur BDZoom, 31 janvier 2016 (consulté le 10 novembre 2018)
42. ↑  (en) Karen Ressler, « Japanese Comic Ranking, March 23-29 : Tokyo Ghoul:re, My Love Story!!, Skip Beat!, Hibi Chōchō, Billy Bat in top 5 », sur Anime News Network, 1er avril 2015 (consulté le 8 novembre 2018)
43. ↑  (en) Karen Ressler, « Japanese Comic Ranking, July 20-26 : Kimi ni Todoke, Space Brothers, Kingdom, Magi, JoJolion in top 5 », sur Anime News Network, 29 juillet 2015 (consulté le 9 novembre 2018)
44. ↑  (en) Karen Ressler, « Japanese Comic Ranking, July 27-August 2 : Kimi ni Todoke, Kyō wa Kaisha Yasumimasu., Space Brothers, Saki, Arpeggio of Blue Steel in top 5 », sur Anime News Network, 5 août 2015 (consulté le 9 novembre 2018)
45. ↑  (en) Karen Ressler, « Japanese Comic Ranking, November 23-29 : Yotsuba&!, Saint Young Men, Black Butler, Terra Formars, Space Brothers in top 5 », sur Anime News Network, 3 décembre 2015 (consulté le 9 novembre 2018)
46. ↑  (en) Karen Ressler, « Japanese Comic Ranking, April 25-May 1 : Boku dake ga Inai Machi, Wolf Girl & Black Prince, Space Brothers, Kingdom, Attack on Titan », sur Anime News Network, 6 mai 2016 (consulté le 9 novembre 2018)
47. ↑  (en) Karen Ressler, « Japanese Comic Ranking, August 22-28 : Monthly Girls' Nozaki-kun, Terra Formars, The Seven Deadly Sins, Case Closed, Attack on Titan in top 5 », sur Anime News Network, 6 mai 2016 (consulté le 9 novembre 2018)
48. ↑  (en) Karen Ressler, « Japanese Comic Ranking, December 19-25 : Tokyo Ghoul:re, The Seven Deadly Sins, JoJolion, Otaku ni Koi wa Muzukashii, Attack on Titan in top 5 », sur Anime News Network, 28 décembre 2016 (consulté le 9 novembre 2018)
49. ↑  (en) Karen Ressler, « Japanese Comic Ranking, June 19-25 : Tokyo Ghoul:re, Berserk, Space Brothers, Magi, Kakegurui - Compulsive Gambler in top 5 », sur Anime News Network, 28 juin 2017 (consulté le 9 novembre 2018)
50. ↑  (en) Karen Ressler, « Japanese Comic Ranking, June 26-July 2 : Hunter x Hunter, Tokyo Ghoul:re, Space Brothers, Berserk, Coffee & Vanilla in top 5 », sur Anime News Network, 6 juillet 2017 (consulté le 9 novembre 2018)
51. ↑  (en) Karen Ressler, « Japanese Comic Ranking, October 23-29 : Kingdom, Tokyo Ghoul:re, Giant Killing, The Seven Deadly Sins, Skip Beat! in top 5 », sur Anime News Network, 1er novembre 2017 (consulté le 9 novembre 2018)
52. ↑  (en) Karen Ressler, « Japanese Comic Ranking, April 23-29 : Yotsuba&!, Space Brothers, Kingdom, 'Omoi, Omoware, Furi, Furare,' Giant Killing in top 5 », sur Anime News Network, 2 mai 2018 (consulté le 9 novembre 2018)
53. ↑  (en) Karen Ressler, « Japanese Comic Ranking, June 26-July 2 : One Piece, My Hero Academia, Food Wars! Shokugeki no Soma, Rurouni Kenshin: Hokkaido Arc, Dragon Ball Super in top 5 », sur Anime News Network, 12 septembre 2018 (consulté le 9 novembre 2018)
54. ↑  (en) Karen Ressler, « Japanese Comic Ranking, September 10-16 : One Piece, The Ancient Magus' Bride, My Hero Academia, Natsume's Book of Friends, Food Wars! Shokugeki no Soma in top 5 », sur Anime News Network, 19 septembre 2018 (consulté le 9 novembre 2018)
55. ↑  (ja) « 豪華共演者の姿も　『累－かさね－』ポスタービジュアル＆特報公開 », sur cinema.pia.co.jp,‎ 29 mars 2018 (consulté le 9 novembre 2018)

### Œuvres
Édition japonaise
1. 1 2  (ja) « 累（１） », sur Kōdansha (consulté le 7 novembre 2018)
2. 1 2  (ja) « 累（２） », sur Kōdansha (consulté le 7 novembre 2018)
3. 1 2  (ja) « 累（３） », sur Kōdansha (consulté le 7 novembre 2018)
4. 1 2  (ja) « 累（４） », sur Kōdansha (consulté le 7 novembre 2018)
5. 1 2  (ja) « 累（５） », sur Kōdansha (consulté le 7 novembre 2018)
6. 1 2  (ja) « 累（６） », sur Kōdansha (consulté le 7 novembre 2018)
7. 1 2  (ja) « 累（７） », sur Kōdansha (consulté le 7 novembre 2018)
8. 1 2  (ja) « 累（８） », sur Kōdansha (consulté le 7 novembre 2018)
9. 1 2  (ja) « 累（９） », sur Kōdansha (consulté le 7 novembre 2018)
10. 1 2  (ja) « 累（１０） », sur Kōdansha (consulté le 7 novembre 2018)
11. 1 2  (ja) « 累（１１） », sur Kōdansha (consulté le 7 novembre 2018)
12. 1 2  (ja) « 累（１２） », sur Kōdansha (consulté le 7 novembre 2018)
13. 1 2  (ja) « 累（１３） », sur Kōdansha (consulté le 7 novembre 2018)
14. 1 2  (ja) « 累（１３）特装版 », sur Kōdansha (consulté le 7 novembre 2018)
15. 1 2  (ja) « 累（１４） », sur Kōdansha (consulté le 7 novembre 2018)
16. ↑  (ja) « 誘 », sur Kōdansha (consulté le 7 novembre 2018)

Édition française
1. 1 2  (fr) « Kasane - La Voleuse de visage T01 », sur Ki-oon (consulté le 7 novembre 2018)
2. 1 2  (fr) « Kasane - La Voleuse de visage T02 », sur Ki-oon (consulté le 7 novembre 2018)
3. 1 2  (fr) « Kasane - La Voleuse de visage T03 », sur Ki-oon (consulté le 7 novembre 2018)
4. 1 2  (fr) « Kasane - La Voleuse de visage T04 », sur Ki-oon (consulté le 7 novembre 2018)
5. 1 2  (fr) « Kasane - La Voleuse de visage T05 », sur Ki-oon (consulté le 7 novembre 2018)
6. 1 2  (fr) « Kasane - La Voleuse de visage T06 », sur Ki-oon (consulté le 7 novembre 2018)
7. 1 2  (fr) « Kasane - La Voleuse de visage T07 », sur Ki-oon (consulté le 7 novembre 2018)
8. 1 2  (fr) « Kasane - La Voleuse de visage T08 », sur Ki-oon (consulté le 7 novembre 2018)
9. 1 2  (fr) « Kasane - La Voleuse de visage T09 », sur Ki-oon (consulté le 7 novembre 2018)
10. 1 2  (fr) « Kasane - La Voleuse de visage T10 », sur Ki-oon (consulté le 7 novembre 2018)
11. 1 2  (fr) « Kasane - La Voleuse de visage T11 », sur Ki-oon (consulté le 7 novembre 2018)
12. 1 2  (fr) « Kasane - La Voleuse de visage T12 », sur Ki-oon (consulté le 7 novembre 2018)
13. 1 2  (fr) « Kasane - La Voleuse de visage T13 », sur Ki-oon (consulté le 7 novembre 2018)
14. 1 2  (fr) « Kasane - La Voleuse de visage T14 », sur Ki-oon (consulté le 2 juin 2019)
15. ↑  (fr) « Izana - La Voleuse de visage », sur manga-news.com (consulté le 7 novembre 2018)